# Cantone di Auxerre-1
Il cantone di Auxerre-1 è una divisione amministrativa dell'arrondissement di Auxerre.
È stato istituito a seguito della riforma dei cantoni del 2014, che è entrata in vigore con le elezioni dipartimentali del 2015.

## Composizione
Comprende la parte occidentale della città di Auxerre e i comuni di:
- Lindry
- Saint-Georges-sur-Baulche
- Villefargeau